# Suzuki Ignis
A Suzuki Ignis egy kiskategóriás egyterű autó, amelyet a Suzuki a General Motorsszal közösen fejlesztett ki. Először 1999-ben mutatta be a GM a YGM-1-et, amelyet a Suzuki kezdetben kissé átformálva kezdett gyártani, később visszatért az eredeti formákhoz. Az aktuális generáció forgalmazását Magyarországon 2017-ben kezdték meg, miután 2007-ben az előzőt leállították.

## YGM-1
A General Motors már az Ignis kifejlesztése előtt együttműködött a Suzukival, így született meg az addig M-autóként ismert Suzuki Cultus. 1999-ben újabb típust alkottak meg közösen. A tanulmányautó az YGM-1 nevet kapta. A GM ezután húsz százalékra növelte a részesedését a Suzukiban, de a YGM-1 gyártását már a cégre bízták. Ahogy a Cultusszal a GM Európát akarta meghódítani, úgy ezzel a modellel Ázsiát és Óceániát szerette volna.
A megemeléskor már tíz százalék volt a GM részesedése, amelyet 1998 végén ért el a korábbi 3,2 százalékról. Az emelésért mintegy 600 millió dollárt fizetett az amerikai óriásvállalat. A terv úgy szólt, hogy az autót majd a japán kosai Suzuki-üzemben gyártják, Ázsiában és Ausztráliában fogják árusítani Chevrolet Cruze néven. A beruházást 2001 végén akarták elkezdeni, évente 20000 példány elkészítésére volt alkalmas az üzem. Ausztráliában 2002-től tervezték elkezdeni a forgalmazását. A japán Suzuki-gyárnak azonban ekkor nem volt megfelelő kapacitása egy új modell bevezetésére. A tanulmányt a 33. Tokiói Autókiállításon mutatták be 1999-ben.
A Suzukinak is megvoltak erről a maga elképzelései, ugyanis a YGM-1 Suzuki-változatának bevezetésével másfélszeresére kívánta emelni az eladott autók számát. 2000-ben a Suzuki már gyártotta a modellt saját márkaneve, és Swift (Európában Ignis) modellnév alatt. 2001 őszén a Suzuki a Chevrolet-modellt is elkezdte forgalmazni. Az Ignis mintájára az autó elsőkerék- és összkerékhajtással is megvásárolható volt, kétféle motorral, egy 1,3 literes, illetve egy 1,5 literessel volt kapható.

## Első generáció (2000–2003)
2000 januárjában megjelent a japán piacon a Suzuki Swift. Ezt az elnevezést a világ többi részén már korábban használták a Suzuki Cultusra, Japánban azonban ekkor alkalmazták először. Az orrkiképzése különbözött a YGM-1-től és részben a Suzuki WagonR+ alapjaira épült. A 3,62 méter hosszú, 1,65 méter széles és 1,525 méter magas modellt 1300 köbcentiméter űrtartalmú, 88 lóerős motor hajtotta. Tengelytávja 2360 mm. Csomagtere mindössze 181 literes volt, a háromajtósnak 164. Megvásárolható volt első-, és összkerékhajtással is, csúcssebessége elérte a 160 km/h-t. 2000 őszén már exportálták is, és mivel a Swift név már foglalt volt, Európában az Ignist találták ki a számára. A latin szó jelentése tűz. Egyesek szerint az Ignis több különböző kategória előnyös tulajdonságait ötvözi: az egyterűek praktikusságát, a terepjárók robusztusságát, és a kisautók népautószerűségét.
Kizárólag az első generációnak létezett háromajtós változata. Az első generációból 109 lóerős, 1,5 literes motorral felszerelt Ignis Sport változat is készült. Végsebessége 185 km/h.

## Második generáció (2003–2007)

### Chevrolet Cruze
A Suzuki az Ignis Chevrolet márkanév alatt futó változatát Japánban 2001 őszén kezdte forgalmazni. A Chevrolet Cruze teljes mértékben megegyezett a YGM-1 tanulmánnyal. Nagyobb, 1,5 literes motorral is meg lehetett vásárolni. Ausztráliában a Holden forgalmazta, szintén Cruze néven. A típus nem egyezik a Dél-Koreában gyártott Chevrolet Cruze-zal. Akárcsak a másodikból, ebből a generációból is készült összkerékhajtású változat Subaru Justy G3X néven.

### Suzuki Ignis (2003–2007)
A Suzuki márkanév alatt futó változatot már nem Japánból importálták Európába, hanem az esztergomi üzemben gyártották. Az Európában gyártott változat nem egyezett az eredeti japánnal, hanem a YGM-1 és a Chevrolet Cruze vonásait örökölte. A Cruze-hoz és egyben az előző Ignishez képest 15 centimétert nőtt az autó hossza a hátsó utas- és csomagtér előnyére, utóbbi alaphelyzetben 236 literes. Kezdetben két motorral volt kapható, a japán Ignis 1,3 literes, 93 lóerősével és a Chevrolet Cruze 1,5 literes, 99 lóerősével. A kínálathoz hamarosan csatlakozott egy 1,25 literes Fiat dízelmotor is, amelynek fogyasztása nem érte el az 5 litert 100 kilométerenként. Utóbbit Opel Astrákban is alkalmazták. Benzinmotoros változatai nem érték el az 1000 kilogrammot. Összkerékhajtású változatát egyes piacokon Subaru Justy G3X néven árusították. A korábbi Justy a Suzuki Cultus, a későbbi pedig a Daihatsu Sirion átcímkézett másolata volt.
Magyarországon 2003 és 2005 között, amikor a második generációs Swiftet már, a harmadikat még nem gyártották, részben az Ignis vette át a szerepét. 2003-ban és 2004-ben Magyarország piacvezető személyautója volt. Az új Swift megjelenését követően azonban jelentősen visszaesett a népszerűsége. 2007-ben, a Suzuki Splash megjelenésekor hosszabb időre abbahagyták a gyártását. A Splash egyszerre lépett a WagonR+ és az Ignis modellek helyére.

### Autósport
A második modellből is létezett sportváltozat Suzuki Ignis Super1600 néven.

## Harmadik generáció (2015–)

### iM-4
2015. március 3-án a Suzuki bemutatott két új prototípust a 85. Genfi Autókiállításon, a későbbi Ignis és Baleno alapját. A leendő Baleno a kiállításon még iK-2, a leendő Ignis pedig iM-4 néven szerepelt. Az új Ignis közvetlen előfutára összkerékhajtású volt, turbófeltöltős hibrid motorral. A közönség március 5-től 15-ig láthatta a kiállított autókat. A prototípus 3693 mm hosszú, 1709 mm széles és 1566 mm magas. Külsejének néhány elemét a Cervótól és a Vitara első generációjától kölcsönözte.
Elsőként az iM-4-ben szerepelt az SHVS (Smart Hybrid Vehicle by Suzuki), a Suzuki könnyű hibrid rendszere. Az autó indításakor az ISG (integrated smart generator) segít a motornak, hogy üzemanyagot takarítson meg. Ez a tanulmány lítiumionos akkumulátorokat, valamint a fékezést segítő elektromos rendszereket is tartalmazott. A fogyasztás csökkentésén kívül ezek a fejlesztések az autó tömegét és árát is kedvező irányba befolyásolják. Mind az iK-2, mind az iM-4 új generációs alvázat kapott, amely szintén csökkentette a tömegüket. Motora jelentősen eltért a későbbi Ignis egyetlen motorjától. 1,2 helyett 1,0 literes volt, ebben a tanulmányautóban szerepelt először. Turbófeltöltő alkalmazásával és a motor kedvezőbb elhelyezésével javítottak a hatásfokán. A motor fantázianeve Boosterjet 1.0.
2015 augusztusára már kiderült, hogy az iK-2 sorozatgyártású változata a Baleno nevet kapja, az Ignis név feltámasztása ekkor még nem volt ismert. A későbbi fejleményekkel ellentétben az iM-4 kezdetben a Jimny utódjaként volt ismert.

### Suzuki Ignis tanulmányautó
2015. október végén a Tokiói Autókiállításon 21 másik Suzukival együtt bemutatták az iM-4 sorozatgyártású változatát, amely itt kapta az Ignis nevet. Csupán egy-két apró vonásban tér el az eredeti iM-4-től. Az újabb prototípus 3679 mm hosszú, 1579 mm magas és 1478 mm széles. LEDes ködlámpákat kapott. Indításához nincs szükség kulcsra, az első ülésekben ülésfűtés működtethető. Ekkor már bejelentették, hogy az új modell kapható lesz az Egyesült Királyságban. Készült egy nagyobb kerekekkel, tetősínnel és színes betétekkel felszerelt Ignis Trail tanulmány is, amely nem jutott el a sorozatgyártásig.

### Ázsia
2016. január 13-án a Maruti Suzuki megkezdte az új Ignis gyártását Indiában, az új Gudzsaráti gyárban. Az indiai piacon az Ignis a Splash ottani változatát, a Maruti Ritzet váltotta. A többi piactól eltérően ott 1,3 literes dízelmotorral is kapható.
2016. február 18-án a Suzuki elkezdte gyártani az új Ignist a japán piacra, ahol indulásakor 13 színben volt elérhető. Mindegyik változat alkalmazta a már az iM-4-ben is szereplő SHVS-t. A beépített navigáción használható az Apple CarPlay alkalmazása. A harmadik generációs Ignisből összkerékhajtású és hibrid változat is készül, Japánban az összes Suzuki-modell elérhető összkerékhajtással. A hazai piacon minden modell hibrid. A Suzuki az új Ignis kategóriájától 127%-os növekedést várt 2020-ig, amikor a modell megjelent a piacon. A második generációnál jelentősen kisebb Ignis 3,7 méter hosszú (7 centiméterrel rövidebb az előzőnél), 166 centiméter széles, 1595 milliméter magas, tengelytávja 2435 milliméter. 2017. április 17-én a Suzuki Indomobil elkezdte gyártani az Ignis indonéz változatát kétféle felszereltségi szinttel.

### Európa
A végleges európai Ignist a Párizsi Autókiállításon mutatták be 2016. szeptember 29. és október 16. között. Kisebb mértékben eltér az ázsiai rokonaitól, például azonos tengelytáv mellett 10-15 centiméterrel hosszabb. Akárcsak a későbbi sorozatgyártott Ignisnek, a párizsi tanulmánynak is 1,2 literes, 89 lóerős motorja volt. Egyik fő vetélytársának a Fiat Panda összkerékhajtású változata számít.
Nyitó választékában 14 szín szerepelt, valamint 5 kétszínű kombináció fekete tetővel. A korábbi modellektől eltérően csupán négyszemélyes. Az alapmodell tömege alig több 800 kg-nál. Csomagtere alaphelyzetben 267 literes, maximálisan bővítve 1100 liter.
Egyetlen 1242 köbcentiméteres, 90 lóerős benzinmotorral és annak hibrid változatával kapható. A modell végsebessége 170 km/h körül van. A három Ignis közül egyedül a második készült Esztergomban, a harmadikat ismét Japánból hozzák be. Magyarországon 2017 eleje óta kapható. Az új Ignis stílusába igyekeztek a szabadidőautókra jellemző vonásokat vinni. Hasmagassága (185 mm) megegyezik a Vitaráéval.